# Evan Williams (whisky)
Evan Williams es una marca de  whiskey Bourbon que se embotella en Louisville, Kentucky en la instalación de Heaven Hill. El producto suele tener un mínimo de cuatro años y se vende a un precio relativamente accesible.

## Producción
La mayoría del whiskey Evan Williams se vende en el mercado de masas "Negro Label", que tienen de 5 a 7 años. Evan Williams también en las botellas de Evan Williams de 1783 de bourbon en cantidades más limitadas y una alta calificación, de nueve años de edad criado en barriles individuales de roble carbonizados individuales de los que proviene cada botella, se vende en botellas de la vendimia y su fecha sellada con cera negra.
Evan Williams es el segundo distribuidor de venta directa de bourbon en Kentucky. Evan Williams comenzó a destilar en 1783 cerca de Louisville, Kentucky, traído por emigrantes de Gales, lo que demuestra la primacía de la tradición galesa whiskey en los Estados Unidos (Jack Daniel fue también de origen galés). Evan Williams Negro es de 43% alc / vol (86 pruebas) a diferencia de algunos whiskies populares que son un 40% alc / vol (80 grados).

## Tipos
- Evan Williams Green Label, 80 proof
- Evan Williams White Label, 100 proof
- Evan Williams Black Label, 86 proof
- Evan Williams Single Barrel Vintage, 86.6 proof
- Evan Williams 1783, 86 proof
- Evan Williams Red Label, 101 proof (no disponible en U.S.)
- Evan Williams Blue Label, 107 proof (no disponible en U.S.)
- Evan Williams Egg Nog, 30 proof
- Even Williams Honey Reserve, 70 proof

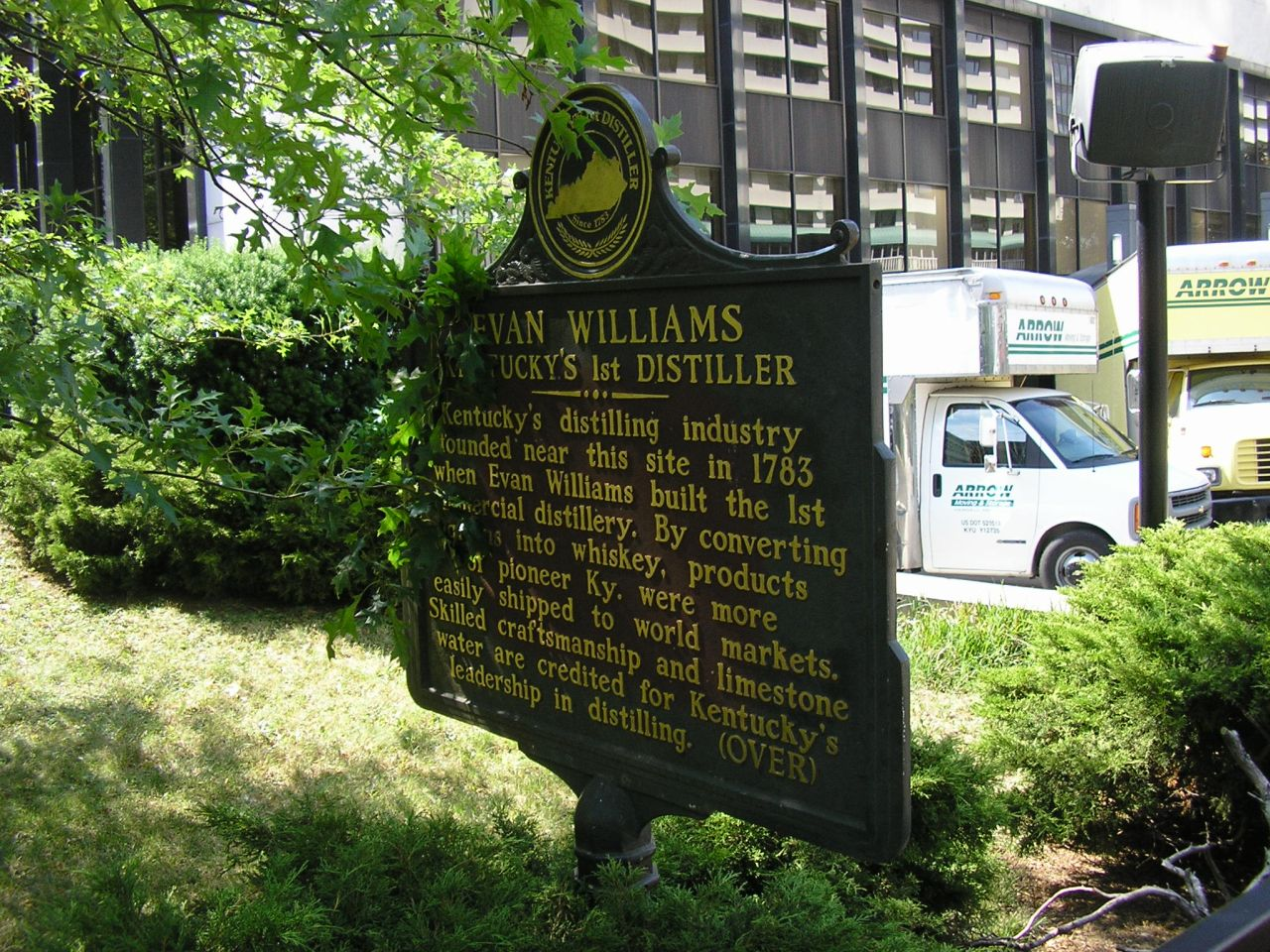
Cartel histórico de Evan Williams en Louisville, Kentucky.